# Por amor (telenovela de 2006)
Por amor, es una telenovela colombiana producida por Fox Telecolombia para RCN Televisión y Telefutura. La telenovela es protagonizada por Ana María Medina y el actor cubano Abel Rodríguez, teniendo como antagonistas a la actriz colombiana Mónica Franco y José Narváez.

## Argumento
Azucena García, es una tierna y humilde joven trabajadora que vende flores en su puesto en un mirador en Bogotá, y es allí donde la conoce José Ángel Rivero del Castillo, un hombre rico y atractivo que se enamora perdidamente de ella. Sin embargo para que ellos puedan ser felices deben atravesar muchas adversidades ya que habrá bastantes oponentes en el camino. Entre ellos la madre y novia de José Ángel, Magdalena y Débora quienes harán hasta lo imposible por deshacerse de Azucena.
Mientras tanto Azucena consigue llegar a trabajar en el vivero de los Rivero del Castillo debido a su gusto por las flores y es así como acerca más y más a José Ángel, pero a la vez se acerca más al peligro, ya que Débora la engaña, logrando así que la pobre Azucena termine en la cárcel. Estando en la cárcel conoce a Fernando, un apuesto abogado que la ayudará a salir de la cárcel, mientras que José Ángel hasta la acusó de los crímenes que supuestamente había cometido.
Cuando Azucena finalmente logra salir de la cárcel tendrá que decidir si volver con José Ángel o quedarse con la persona que la había apoyado durante el proceso legal.

## Elenco
- Ana María Medina es Azucena García.
- Abel Rodríguez es José Ángel Rivero del Castillo.
- Mónica Franco es Déborah Santa Cruz.
- José Narváez es Vinicio Rivero del Castillo.
- Carolina Jaramillo es Rita.
- Adriana Bottina es Jimena.
- David Galindo es Kike.
- Margalida Castro es Eleonora.
- Luis Enrique Roldán es Miguel Rivero del Castillo.
- Myriam de Lourdes es Magdalena de Rivero del Castillo.
- Judy Henríquez es Helena.
- Patricia Grisales es Gema.
- Linda Lucía Callejas es Dolores de García.
- Armando Gutiérrez es Antonio García.
- Marianela Quintero es Mónica.
- eleazar osorio es capitán Vázquez.
- Pedro Bustamante es detective Castro.

## Enlaces
- Página en IMDb

- Datos: Q6082716